# Widlicz alpejski
Widlicz alpejski, widłak alpejski (Diphasiastrum alpinum (Pursh) Holub) – gatunek byliny  należący do rodziny widłakowatych.  
Występuje w środkowej i północnej Europie, w północnej i zachodniej części Ameryki Północnej, w północno-zachodniej Azji i niektórych innych rejonach Azji. W Polsce widłak alpejski spotykany jest rzadko i jedynie w górach ponad reglem dolnym na halach, wśród skał oraz na torfowiskach.

## Morfologia
PokrójRoślina wieloletnia, chamefit zielny, niebieskawozielona, zimozielona z naziemnymi czołgającymi się głównymi pędami. Rozmnaża się głównie wegetatywnie przez kłącza pełzające pod ziemią. Przedrośla żyją w symbiozie z odpowiednim gatunkiem grzyba warunkującym jego rozwój.
PędGłówny pęd płożący się na ziemi, lub płytko pod ziemią, o długości do 60 cm. Wyrastają z niego gałązki boczne wyprostowane lub wzniesione do góry, wielokrotnie widełkowato rozwidlone, silnie spłaszczone, wysokie od 5 do 15 cm. Gałązki zarodnionośne okrągliste, ulistnione skrętolegle, gałązki płonne czterokanciaste, ulistnione naprzeciwlegle. Pęd z liśćmi przypomina warkocz. Pędy z kłosami zarodnionośnymi przewyższają pędy płonne.
LiścieLiście niebieskozielone, grube, łuskowate, ułożone skrętolegle w czterech podłużnych rzędach, luźno przylegające, zaostrzone, drobne, boczne zrośnięte z gałązkami do połowy swojej długości całobrzegie, jednakowej wielkości. Liście zarodnikonośne grube przylegające do siebie. Liście zarodnikowe (sporofile) większe od liści płonnych.
Kłos zarodnionośnyKłosy  z liśćmi zarodnionośnymi koloru jasnozielonego, siedzące lub na krótkich szypułkach, do 15 mm długie, pojedyncze, grube, walcowate, osadzone na szczytach pędów bocznych, wyciągnięte w długi, odstający szczyt. Zarodniki dojrzewają od sierpnia do września.
Biotop, wymaganiaGatunek neutralny wobec kontynentalizmu, wymaga stanowisk naświetlonych i umiarkowanie zimnych. Preferuje gleby świeże, ubogie, mineralno próchnicze o odczynie kwaśnym. W klasyfikacji zbiorowisk roślinnych gatunek charakterystyczny dla związku (Ch All.)  Nardion (górskie murawy bliźniczkowe), porasta na wysokogórskich murawach, borówczyskach i suchych ubogich łąkach bliźniczkowych.
Roślina trującaRoślina ma własności trujące. Zawiera toksyczne alkaloidy.

## Zagrożenie i ochrona
Roślina objęta w Polsce ścisłą ochroną gatunkową od 1946 roku. Umieszczona na polskiej czerwonej liście w kategorii NT (bliski zagrożenia).

## Zmienność
Roślinę można pomylić z występującym w podobnych siedliskach widliczem Isslera, od którego różni się niewielkimi szczegółami.

## Zastosowanie
- W przeszłości zarodniki widłaków używano do produkcji zasypki dla niemowląt, zasypki na rany, otaczania pigułek z lekarstwem.
- Dawniej zarodniki widłaków ze względu na ich łatwopalność używano do wywoływania efektów specjalnych w teatrach, a także do usuwania sadzy z kominów.
- W lecznictwie ludowym był wykorzystywany do zwalczania wszy i innych pasożytów.
- Zarodników widłaków używano w odlewnictwie do wysypywania form odlewniczych dzwonów.

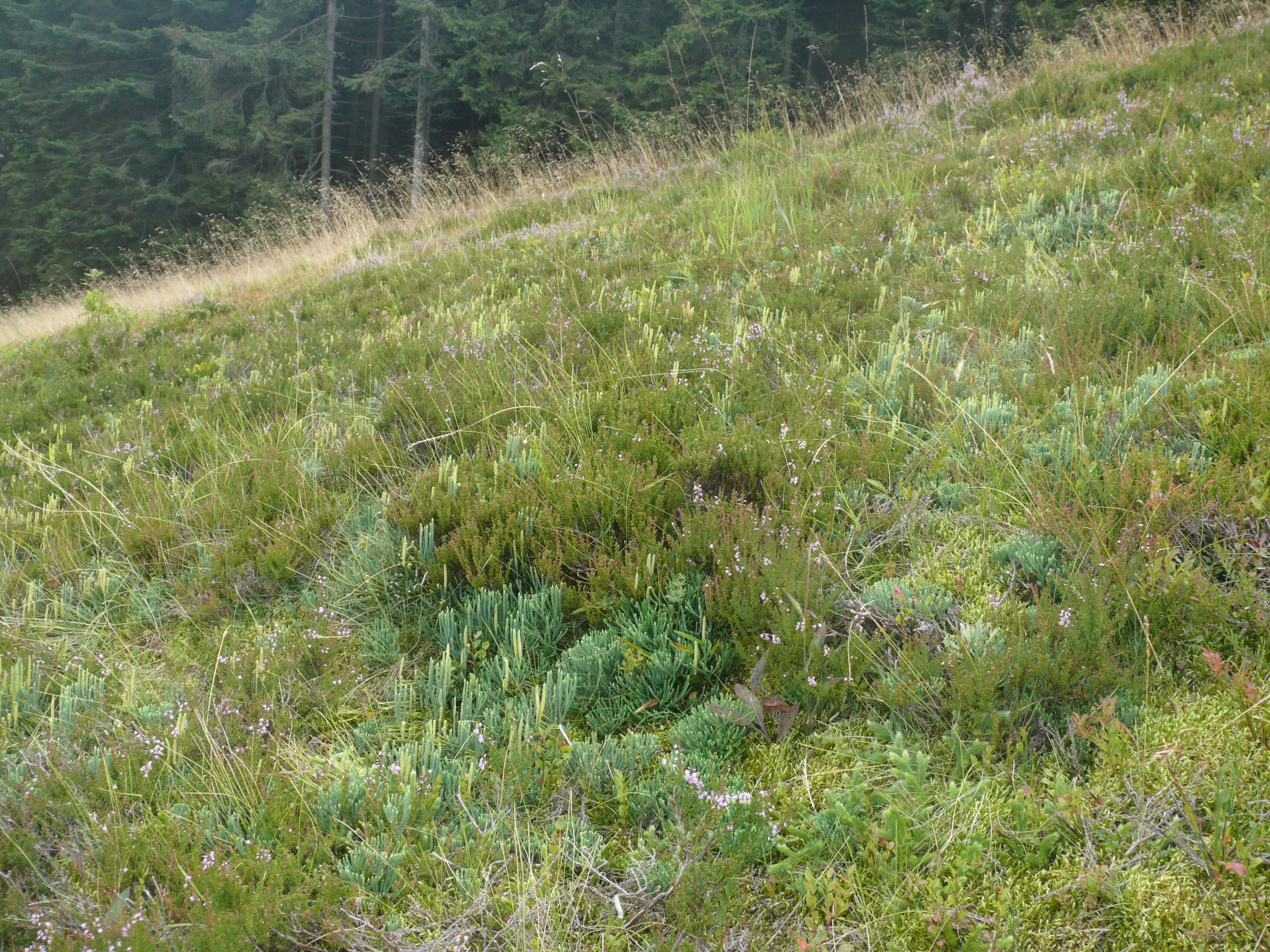
Stanowisko widlicza alpejskiego
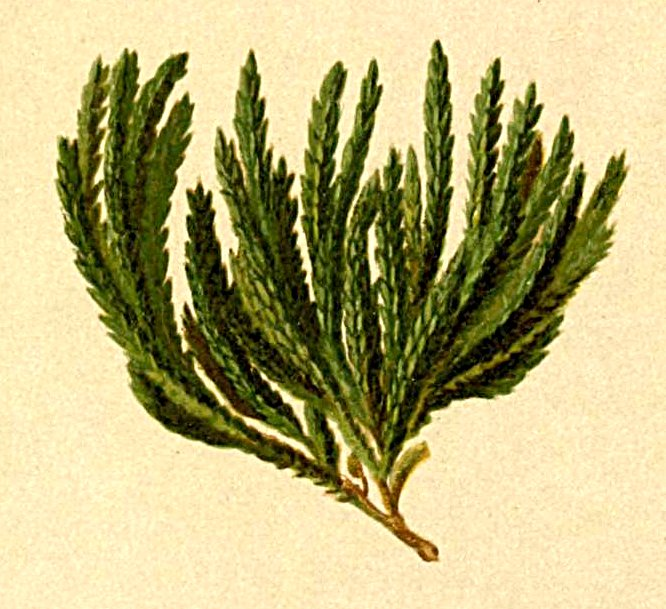
Pędy
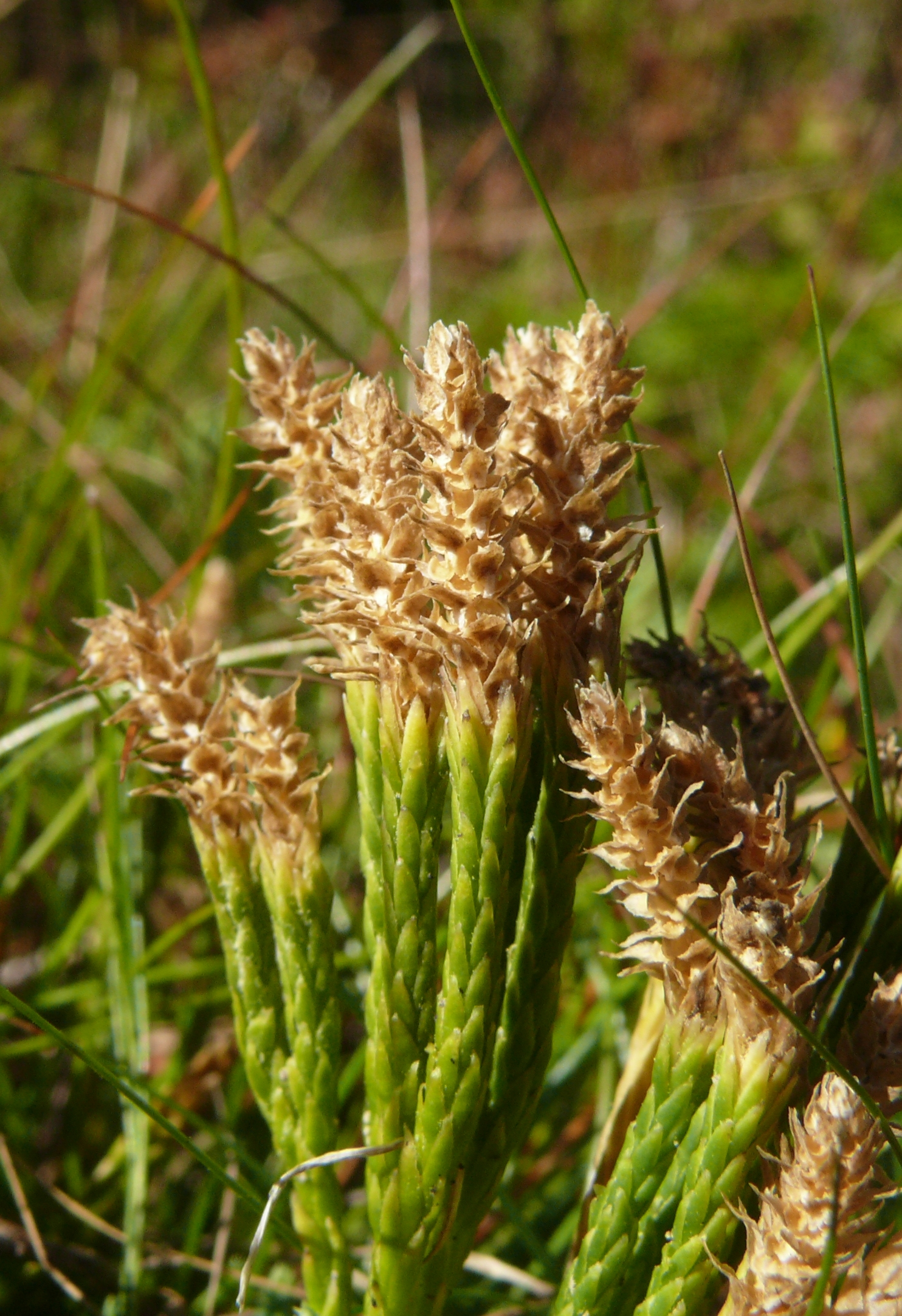
Kłosy zarodnionośne